# Annika (televisieserie uit 2021)
Annika is een Schotse misdaad-televisieserie, gebaseerd op het BBC Radio 4-hoorspel Annika Stranded. 
De serie is geproduceerd door Black Camel Pictures voor Alibi, een Britse betaaltelevisiezender, en All3Media. De serie werd gecreëerd en geschreven door Nick Walker en de hoofdrol wordt gespeeld door Nicola Walker. De eerste aflevering van seizoen 1 werd uitgezonden op 17 augustus 2021. Seizoen 2 werd uitgezonden vanaf 9 augustus 2023 op Alibi UK en per 15 oktober 2023 op PBS Masterpiece.

## Rolverdeling
- Nicola Walker als detective inspector Annika Strandhed

- Jamie Sives als detective sergeant Michael McAndrews

- Katie Leung als detective constable Blair Ferguson

- Ukweli Roach als detective sergeant Tyrone Clarke

- Kate Dickie als detective chief inspector Diane Oban

- Silvie Furneaux als Morgan, de vijftienjarige dochter van Annika Strandhed

- Paul McGann als kindertherapeut Jake Strathearn

## Productie en filmen
De originele radioserie, Annika Stranded, ook geschreven door Nick Walker en met Nicola Walker in de hoofdrol, speelde zich af in Oslo. De televisieserie verplaatst de actie naar Glasgow, met behoud van Noorse thema's in de metaforen en verhalen die door Annika aan het tv-publiek verteld worden door middel van het breken van de vierde wand.
De opnamen begonnen op 14 december 2020 en eindigden op 2 april 2021. De opnames vonden voornamelijk plaats in Glasgow aan de rivier de Clyde, maar ook in de Argyll and Bute, een historisch graafschap van West-Schotland. Beacon Arts Center in Greenock diende als thuisbasis voor de Marine Homicide Unit. Het huis van inspecteur Strandhed bevond zich aan de oevers van Loch Lomond.

### Muziek
De themamuziek (Bringing Murder to the Land) is geschreven door Anton Newcombe van The Brian Jonestown Massacre en Dot Allison . 

### Recensies
Annika heeft records gebroken en is Alibi's meest bekeken drama in minstens zeven jaar. De eerste aflevering van de serie trok 410.000 kijkers – 2,5 procent van het kijkersaandeel – waarmee het op dat moment het hoogst gewaardeerde programma is sinds de Broadcasters 'Audience Research Board (BARB) in januari 2014 in het Verenigd Koninkrijk begon met kijkcijferregistratie. 

## Afleveringen

### Seizoen 1
Inspecteur Annika Strandhed geeft leiding geeft aan de nieuw gevormde Marine Homicide Unit (MHU) in Glasgow. De relatie tussen Annika en haar vijftienjarige dochter Morgan vormt de basis voor een onderliggende verhaallijn in alle afleveringen. Annika doorbreekt gedurende de serie regelmatig de 'vierde wand' om rechtstreeks met het tv-publiek te communiceren over aspecten van de huidige zaak en persoonlijke reflecties. Ze is van Noorse afkomst en verwijst vaak naar de Noorse cultuur en folklore tijdens het oplossen van de zaken.
| Aflevering | Titel                   | Regisseur    | Schrijver    | Originele uitzenddatum                           |
| --- | ----------------------- | ------------ | ------------ | ------------------------------------------------ |
| 1 | "Kapitein Ahab's vrouw" | Phillip John | Nick Walker  | 17 augustus 2021 (Alibi) 20 mei 2023 (BBC One)   |
| Annika krijgt de leiding over de nieuwe Marine Homicide Unit (MHU) en haar tienerdochter Morgan begint op een nieuwe school. De kustwacht vindt een lichaam in de Clyde, gedood met een harpoen. Het slachtoffer is de eigenaar van een boot die toeristen meeneemt op walvisjacht. De enige verdachte komt om het leven bij een verkeersongeval. Ondertussen worstelt Morgan om erbij te horen en leidt ze haar moeder af van de zaak. De aflevering eindigt met Annika die haar opvoedingsvaardigheden in twijfel trekt en, als alleenstaande ouder, zichzelf vergelijkt met de vrouw van kapitein Ahab uit Moby-Dick. |                         |              |              |                                                  |
| 2 | "Aflevering 2"          | Phillip John | Nick Walker  | 24 augustus 2021 (Alibi) 27 mei 2023 (BBC One)   |
| Een moordslachtoffer wordt omringd door stenen met Noorse runen er op gevonden op een drijvende boot. Annika ontsnapt ternauwernood aan de dood als de boot opzettelijk wordt opgeblazen. Aanwijzingen leiden de MHU naar een klein eilanddorpje. In het ogenschijnlijk idyllische dorp vraagt Annika zich af of het een betere omgeving zou zijn om Morgan groot te brengen. Maar dan wordt onthuld dat het moordslachtoffer, een plaatselijke leraar, een affaire had met een van zijn leerlingen die wettelijk minderjarig was.                                                                                       |                         |              |              |                                                  |
| 3 | "Aflevering 3"          | Phillip John | Nick Walker  | 31 augustus 2021 (Alibi) 3 juni 2023 (BBC)       |
| Annika ziet een van de complotten van de Noorse toneelschrijver Henrik Ibsen terugkomen in een moord omdat het lichaam drijvend in een reservoir wordt gevonden. Het afschuwelijke gedrag van het slachtoffer tijdens zijn leven zorgt voor verwarring in de zaak. Morgan start therapie bij kindertherapeut Jake, maar Annika heeft meer dan alleen ouderlijke belangstelling hem. |                         |              |              |                                                  |
| 4 | "Aflevering 4"          | Fiona Walton | Lucia Haynes | 7 september 2021 (Alibi) 10 juni 2023 (BBC One)  |
| Een schrijfster die met haar boeken veel mensen tegen zich in het harnas joeg, wordt vermoord aangetroffen en de MHU moet een lijst met verdachten doornemen die allemaal iets te verbergen hebben. Blair vindt een vriend voor Morgan -haar zus Erin. Het duurt niet lang voordat er een relatie begint op te bloeien tussen de twee tieners. Een rondleiding door een museumtentoonstelling door Annika en Jake wordt door Morgan gezien als een mager voorwendsel, aangezien Jake niet langer haar therapeut is. Bruggen bieden gedurende de hele aflevering een analogie.                                            |                         |              |              |                                                  |
| 5 | "Aflevering 5"          | Fiona Walton | Frances Poet | 14 september 2021 (Alibi) 17 juni 2023 (BBC One) |
| Het lichaam van een man wordt na marteling gevonden nadat hij overboord gegooid is van een partyboot. Annika en Jake besluiten dat ze hun relatie niet kunnen verbergen als een stel tieners en besluiten het rustig aan te doen. Morgan en Erin hun relatie neemt een positieve wending. |                         |              |              |                                                  |
| 6 | "Aflevering 6"          | Fiona Walton | Nick Walker  | 21 september 2021 (Alibi) 17 juni 2023 (BBC One) |
| Een vermoorde vrouw was nauw betrokken bij rechercheur Michael McAndrews en zijn broer Adie, dus Annika geeft Michael de opdracht zich terug te trekken uit de zaak, iets dat hij haar niet geheel in dank af neemt. Morgan wordt 16 en na een intense zaak wordt haar verjaardag in het klein gevierd in een kroeg. Annika doorbreekt de 'vierde muur' om ons, het tv-publiek, een idee te geven over de identiteit van Morgan's vader. |                         |              |              |                                                  |

### Seizoen 2
| Aflevering | Titel          | Regisseur    | Schrijver   | Originele uitzenddatum  |
| --- | -------------- | ------------ | ----------- | ----------------------- |
| 1 | "Aflevering 1" | Phillip John | Nick Walker | 9 augustus 2023 (Alibi) |
| Als een telefoon waarop een brutale verdrinking is opgenomen, wordt ingeleverd bij het hoofdkwartier van MHU, staan Annika en het team onder druk om de moordenaar op te sporen. Ondertussen worstelt Annika om de mogelijkheid te vinden om een diep geheim met Michael te delen dat zijn leven en hun relatie voor altijd zou kunnen veranderen. Blair en Tyrone delen elk belangrijk en schokkend nieuws. |                |              |             |                         |